# Eparchia di Krasnojarsk

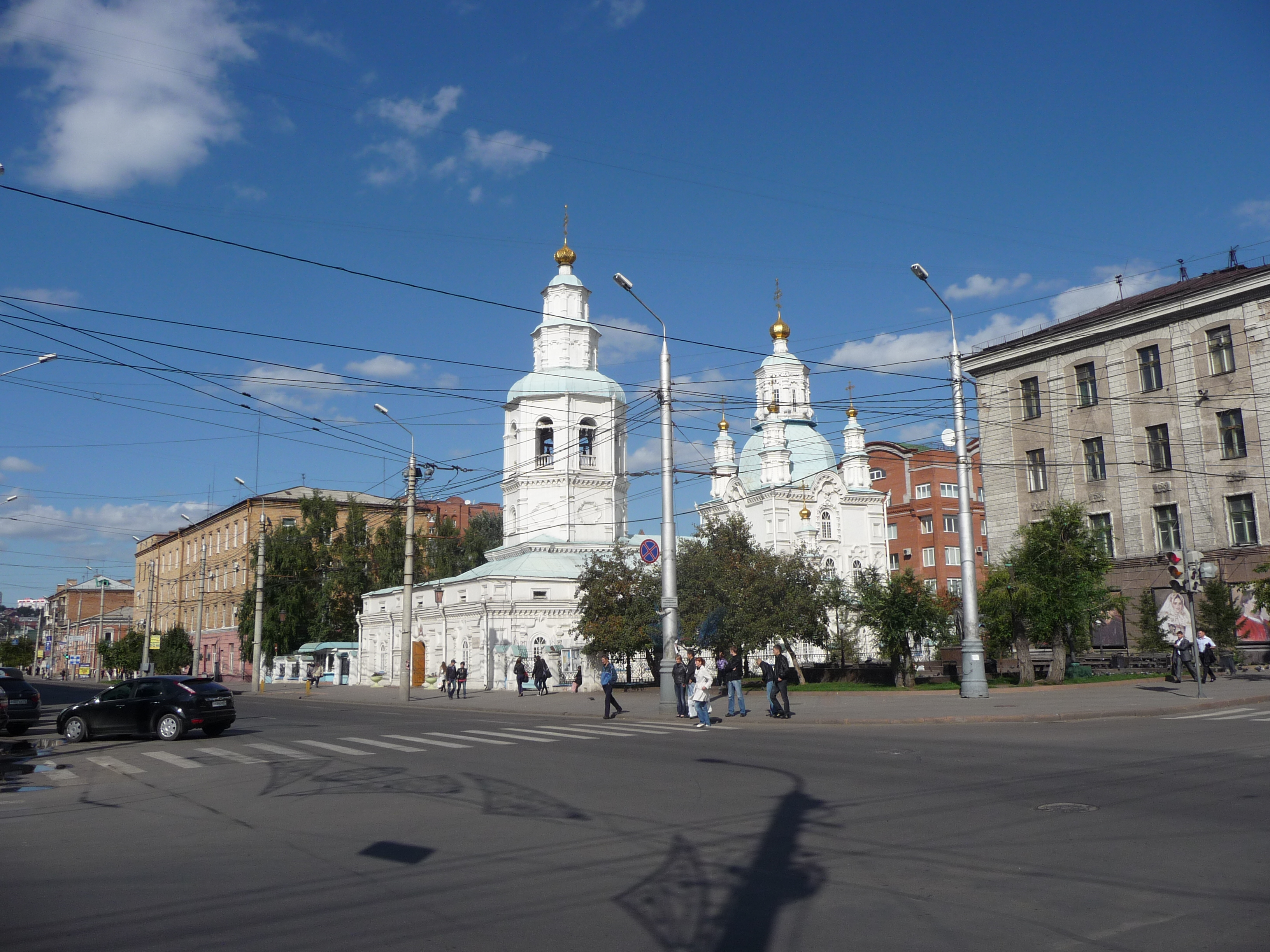
La cattedrale dell'Intercessione di Krasnojarsk.

L'eparchia di Krasnojarsk (in russo Красноярская епархия?) è una diocesi della Chiesa ortodossa russa, appartenente alla metropolia di Krasnojarsk.

## Territorio
L'eparchia comprende la parte meridionale e centrale del territorio di Krasnojarsk.
Sede eparchiale è la città di Krasnojarsk, dove si trova la cattedrale dell'Intercessione.
L'eparca ha il titolo ufficiale di «metropolita di Krasnojarsk e Ačinsk».

## Storia
L'eparchia è stata eretta una prima volta il 25 maggio 1861, ricavandone il territorio dall'eparchia di Tomsk. Fu soppressa dopo la seconda guerra mondiale dalle autorità sovietiche.
Fu restaurata dal Santo Sinodo della Chiesa ortodossa russa il 20 luglio 1990 ricavandone il territorio dall'eparchia di Novosibirsk.
Nel 1993 e nel 1995 ha ceduto porzioni del proprio territorio a vantaggio dell'erezione dell'eparchia di Kemerovo e dell'eparchia di Abakan.
Nel 2011 e nel 2018 ha ceduto altre porzioni di territorio a vantaggio dell'erezione delle eparchie di Kansk, Enisejsk e Minusinsk.